# 副青眼鱼属
副青眼鱼属（学名：Parasudis）是青眼鱼科的一个属，分布于大西洋海域。本属仅有2公认的物种：
- 布氏副青眼鱼 Parasudis fraserbrunneri (Poll（英语：Max Poll）, 1953)
- 巴西副青眼鱼 Parasudis truculenta (Goode（英语：George Brown Goode） & T. H. Bean（英语：Tarleton Hoffman Bean）, 1896)